# Dichiarazione di Port Huron
La Dichiarazione di Port Huron è un manifesto politico del 1962 del movimento attivista studentesco nordamericano Students for a Democratic Society (SDS). 

## Storia
È stato scritto nella sua prima stesura da Tom Hayden, studente dell'Università del Michigan e poi dal Segretario di campo della SDS, con l'aiuto di altri 58 membri dell'SDS, e completato il 15 giugno 1962, in un ritiro della United Auto Workers a Port Huron, nel Michigan, per la prima convention nazionale del gruppo.

## Contenuto
Il manifesto rilevava quelli che riteneva i maggiori problemi della società americana, delineando una visione radicale del futuro per il miglioramento della stessa, tramite la democrazia partecipativa e la disobbedienza civile; suggeriva il controllo delle armi, la riforma del partito Democratico, con una partecipazione di candidati neri, il perseguimento della pace e dei diritti civili. 

## Effetti
Nel dicembre 1964, con il clima politico che stava cambiando drasticamente, fu pubblicata una seconda stampa del manifesto che conteneva dichiarazioni riguardo all'importanza che aveva avuto per la nascita e per gli ideali del movimento giovanile.
Il manifesto di Port Huron è stato giudicato «l’ordine del giorno di una generazione»: "rottura con il passato, anche con l’opposizione della vecchia sinistra; responsabilità dell’individuo, cui spetta di decidere sul proprio futuro; partecipazione di massa, e non solo di élite, alla vita politica e sociale; condanna di una politica estera che appoggia le dittature in nome della democrazia e del crescente potere militare-industriale; fine del razzismo e applicazione immediata dell’integrazione e di uguali opportunità; programmi sociali in campo sanitario, assistenziale, educativo; partecipazione democratica contro un governo che reprime il dissenso e favorisce l’apatia della massa".